# Ostrov (Košice)
|  | No s'ha de confondre amb Ostrov (Trnava). |

Ostrov és un poble i municipi d'Eslovàquia. Es troba a la regió de Košice, a l'est del país.

## Història
La primera referència escrita de la vila data del 1336.

## Demografia
| Godina             | 1994 | 2004   | 2014   | 2024   |
| ------------------ | ---- | ------ | ------ | ------ |
| Nombre de persones | 287  | 275    | 295    | 306    |
| Diferència         |      | −4,18% | +7,27% | +3,72% |

| Godina             | 2023 | 2024   |
| ------------------ | ---- | ------ |
| Nombre de persones | 312  | 306    |
| Diferència         |      | −1,92% |